# 加藤義秀
加藤 義秀（かとう よしひで、1901年〈明治34年〉1月2日 - 2002年〈平成14年〉10月）は、大日本帝国陸軍軍人。最終階級は陸軍少将。

## 経歴
北海道雨竜郡一已村（現・深川市一已町）出身。1921年（大正10年）7月、陸軍士官学校第33期卒業。1930年（昭和5年）陸軍大学校第42期卒業。
フィンランド駐在武官、スウェーデン駐在武官、関東軍参謀、陸軍省兵務局防衛課高級課員を経て、1941年（昭和16年）7月、防衛総司令部参謀に補され、翌8月、陸軍大佐に進む。ついで、1945年（昭和20年）6月1日、第53軍参謀長となり、同月30日、陸軍少将に進んだ。済州島の守備に当たる中終戦を迎えた。1947年（昭和22年）11月28日、公職追放仮指定を受けた。
戦後は日本ボウリング協会の設立に関わり、日本最初のボウリング場「東京ボウリングセンター」の初代代表や全日本ボウリング協会の理事を歴任するなど、ボウリングの普及に尽くした。

## 著作
- 『現下の世界戦争と国土防衛』丹青書房、1943年。
- 『我等は斯くして皇土を衛らん』文松堂、1944年。
- 『幹部教育の実施法に就て』大日本防空協会、1945年。
- 『ボウリング入門 』ダヴィッド社、1961年
- 『レジャーシリーズ21=ボウリングの楽しみ方』西東社、1971年
- 『ボウリング入門 : 図解早わかり』西東社、1972年